# Сибады
Сибады (баш. Сибәҙе) — село в Янаульском районе Республики Башкортостан Российской Федерации. Входит в состав Асавдыбашского сельсовета.

## География

### Географическое положение
Расположено на речке Байман. Расстояние до:
- районного центра (Янаул): 25 км,
- центра сельсовета (Асавдыбаш): 4 км,
- ближайшей ж/д станции (Янаул): 25 км.

## История
Деревня основана в 1849 году 6 семьями из деревни Верхний Чат и 9 семьями из деревни Нижний Чат Урман-Гарейской волости Бирского уезда. В 1859 году — 31 двор с 193 вотчинниками.
В 1870 году — деревня Себадина 2-го стана Бирского уезда Уфимской губернии, 34 двора и 199 жителей (104 мужчины и 95 женщин), все башкиры. Жители, кроме сельского хозяйства, занимались пчеловодством, лесным промыслом, шитьём кулей.
В 1896 году в деревне Сибады Кызылъяровской волости VII стана Бирского уезда — 94 двора, 507 жителей (263 мужчины, 244 женщины), мечеть, хлебозапасный магазин, мельница и торговая лавка. 
По данным переписи 1897 года в деревне проживало 505 жителей (257 мужчин и 248 женщин), из них 492 были магометанами.
В 1906 году — 592 жителя, мечеть, 4 водяные мельницы, бакалейная лавка и хлебозапасный магазин.
В 1920 году по официальным данным в деревне той же волости был 131 двор и 698 жителей (348 мужчин, 350 женщин), по данным подворного подсчета — 725 башкир, 16 татар и 6 русских в 91 хозяйстве. В 1926 году деревня относилось к Бирскому кантону Башкирской АССР.
В 1930–51 годах существовал колхоз «Байман».
В 1939 году население села составляло 536 жителей, в 1959 году — 459.
В 1982 году население — около 290 человек.
В 1989 году — 198 человек (78 мужчин, 120 женщин).
В 2002 году — 169 человек (74 мужчины, 95 женщин), башкиры (98 %).
В 2010 году — 146 человек (68 мужчин, 78 женщин).

## Население
| 2002 | 2009 | 2010 |
| ---- | ---- | ---- |
| 169  | ↘161 | ↘146 |

## Инфраструктура
Село газифицировано. Имеются сельский клуб, магазины, раньше была начальная школа.